# 毛茎狸藻
毛茎狸藻（学名：Utricularia lasiocaulis）为狸藻属一年生陆生食虫植物。其种加词“lasiocaulis”来源于希腊语“lasios”和“kaulos”，意为“带毛的”和“茎干”。毛茎狸藻分布于西澳大利亚、北领地及昆士兰。1885年，费迪南德·冯穆勒正式描述了毛茎狸藻。